# Дејвид Кеп
Дејвид Кеп (енгл. David Koepp; рођен 9. јуна 1963. у Пивокију, Висконсин) је амерички сценариста, филмски режисер и филмски продуцент.
Написао је сценарије за многе блокбастер филмове као што су Карлитов пут (1993), Сенка (1994), Немогућа мисија (1996), Парк из доба јуре: Изгубљени свет (1997), Змијске очи (1998), Спајдермен (2002), Рат светова (2005), Индијана Џонс и краљевство кристалне лобање (2008) и Анђели и демони (2009) поред многих. Такође је режирао неколико филмова као што су Ефекат окидача (1996), Одјеци у тами (1999) и Тајни прозор (2004).